# سن پلیگرینو پس
سن پلیگرینو پس (به ایتالیایی: Passo San Pellegrino) یک گردنه کوهستانی مرتفع در دولومیتی ایتالیا است. شهرهای موئنا و فالکاده را به هم متصل می‌کند. استراحتگاه اسکی تروالی در این گذرگاه واقع شده است. این منطقه همچنین در تابستان برای صخره‌نوردی محبوب است. سن پلیگرینو پس ۱٬۹۱۸ متر بالاتر از سطح دریا واقع شده است.